# Mapanda
Mapanda ist ein Verwaltungsbezirk (englisch Ward) des Distrikts Mufindi in der tansanischen Region Iringa.

## Geografie
Mapanda liegt im südlichen Hochland von Tansania etwa 50 Kilometer Luftlinie oder 100 Straßenkilometer südöstlich der Distrikthauptstadt Mafinga. Die Entwässerung erfolgt über den Fluss Kihansi, der knapp nach der Grenze zu Morogoro gestaut wird. Der See für das Kraftwerk reicht bis nach Mapanda.
Der Bezirk grenzt im Norden an Kibengu, im Osten an die Region Morogoro im Süden an Mpanga und im Westen an Ihanu, Mdabulo und Ihalimba. Bei der Volkszählung 2022 lebten 13.073 Menschen in 3296 Haushalten auf einer Fläche von 560 Quadratkilometern.

## Gliederung
Der Bezirk besteht aus fünf Gemeinden (swahili Mtaa) mit 32 Orten (Kitongoji):
| Mapanda - Lupeta - Ihemi - Mukumbulu - Godauni - kimelela - Itipingi - Kiwanjani - Ngulika - Winome - Lugolofu | Ihimbo - Ihimbo - Mngogo - Kititu - Lumanza - Mungate | Chogo - Iganga - Lugolola - Iselesi - Mpango - Ilimbili | Ukami - Uyenga - Kilalo - Kisusa - Ihongole - Ilangamoto - Kapongo - Luhomelo - Kinyangusi - Mpale | Uhafiwa - Mseve - Mkela - Usoma |

## Wirtschaft und Infrastruktur
- Landwirtschaft: Im Bezirk werden rund 5000 Hühner, 800 Schweine, 200 Rinder, 300 Ziegen und 70 Schafe gehalten.[8]
- Bildung: Die Kihansi Secondary School ist eine staatliche weiterführende Schule für Mädchen und Burschen bis zur 4. Stufe.[9]